# Chung kết UEFA Champions League 2002
Trận chung kết UEFA Champions League năm 2002 là trận chung kết thứ mười của UEFA Champions League và là trận chung kết thứ bốn mươi bảy của Cúp C1 châu Âu. Đây là trận đấu giữa Real Madrid của Tây Ban Nha và Bayer 04 Leverkusen của Đức trên sân vận động Hampden Park ở Glasgow, Scotland vào ngày 15 tháng 5 năm 2002. Với bàn thắng tuyệt đẹp của Zinedine Zidane sau đường chuyền của Roberto Carlos ở phút thứ 45, Real Madrid lần thứ chín giành Cúp C1 châu Âu. Còn Bayer Leverkusen trở thành đội bóng đầu tiên chơi trận chung kết Cúp C1 mà chưa từng giành bất kỳ chức vô địch quốc gia nào.
Trước trận đấu, các cầu thủ và khán giả đã tưởng niệm cựu cầu thủ và huấn luyện viên người Ukraina Valeri Lobanovskyi mới mất 2 ngày trước.

## Chi tiết trận đấu
| Bayer Leverkusen | 1–2      | Real Madrid          |
| ---------------- | -------- | -------------------- |
| Lúcio 13'        | Chi tiết | Raúl 8' · Zidane 45' |

| Bayer Leverkusen | Real Madrid |

| GK               | 1  | Hans-Jörg Butt      |  |       |
| RB               | 26 | Zoltán Sebescen     |  | 65'   |
| CB               | 6  | Boris Živković      |  |       |
| CB               | 19 | Lúcio               |  | 90+1' |
| LB               | 35 | Diego Placente      |  |       |
| DM               | 28 | Carsten Ramelow (c) |  |       |
| RM               | 25 | Bernd Schneider     |  |       |
| CM               | 13 | Michael Ballack     |  |       |
| LM               | 23 | Thomas Brdarić      |  | 39'   |
| AM               | 10 | Yıldıray Baştürk    |  |       |
| CF               | 27 | Oliver Neuville     |  |       |
| Dự bị:           |    |                     |  |       |
| GK               | 20 | Frank Juric         |  |       |
| DF               | 3  | Marko Babić         |  | 90+1' |
| DF               | 47 | Thomas Kleine       |  |       |
| MF               | 15 | Jurica Vranješ      |  |       |
| MF               | 33 | Anel Džaka          |  |       |
| FW               | 9  | Ulf Kirsten         |  | 65'   |
| FW               | 12 | Dimitar Berbatov    |  | 39'   |
| Huấn luyện viên: |    |                     |  |       |
| Klaus Toppmöller |    |                     |  |       |

| GK                 | 13 | César               |       | 68' |
| RB                 | 2  | Míchel Salgado      | 45+2' |     |
| CB                 | 4  | Fernando Hierro (c) |       |     |
| CB                 | 6  | Iván Helguera       |       |     |
| LB                 | 3  | Roberto Carlos      | 89'   |     |
| DM                 | 24 | Claude Makelele     |       | 73' |
| RM                 | 10 | Luís Figo           |       | 61' |
| LM                 | 21 | Santiago Solari     |       |     |
| AM                 | 5  | Zinedine Zidane     |       |     |
| CF                 | 7  | Raúl                |       |     |
| CF                 | 9  | Fernando Morientes  |       |     |
| Dự bị:             |    |                     |       |     |
| GK                 | 1  | Iker Casillas       |       | 68' |
| DF                 | 18 | Aitor Karanka       |       |     |
| DF                 | 31 | Francisco Pavón     |       |     |
| MF                 | 8  | Steve McManaman     |       | 61' |
| MF                 | 14 | Guti                |       |     |
| MF                 | 16 | Flávio Conceição    |       | 73' |
| FW                 | 23 | Pedro Munitis       |       |     |
| Huấn luyện viên:   |    |                     |       |     |
| Vicente del Bosque |    |                     |       |     |

| Cầu thủ xuất sắc nhất trận: Zinedine Zidane (Real Madrid) Trợ lý trọng tài: Francesco Buragina (Thụy Sĩ) Felix Züger (Thụy Sĩ) Trọng tài thứ 4: Massimo Busacca (Thụy Sĩ) | Quy tắc trận đấu - Thời gian chính thức 90 phút. - Thêm 30 phút hiệp phụ nếu hòa. - Sút luân lưu nếu vẫn hòa. - Được đăng ký 7 cầu thủ dự bị. - Tối đa 3 quyền thay người. |